# Борегард ет Басак
Борегард ет Басак (фр. Beauregard-et-Bassac) насеље је и општина у југозападној Француској у региону Аквитанија, у департману Дордоња која припада префектури Бержерак.
По подацима из 2011. године у општини је живело 276 становника, а густина насељености је износила 22,96 становника/km². Општина се простире на површини од 12,02 km². Налази се на средњој надморској висини од 175 метара (максималној 229 m, а минималној 125 m).

## Демографија
| 1962. | 1968. | 1975. | 1982. | 1990. | 1999. | 2011. |
| ----- | ----- | ----- | ----- | ----- | ----- | ----- |
| 168   | 203   | 206   | 193   | 209   | 197   | 276   |

График промене броја становника у току последњих година